# Makinen (Minnesota)
Makinen es un territorio no organizado (en inglés, unorganized territory, UT) situado en el condado de St. Louis, Minnesota, Estados Unidos. Tiene una población estimada, a mediados de 2023, de 1332 habitantes.

## Geografía
Está ubicado en las coordenadas 47°21′45″N 92°23′3″O / 47.36250, -92.38417. Según la Oficina del Censo, tiene una superficie total de 278.53 km², de los cuales 266.45 km² corresponden a tierra firme y 12.08 km² están cubiertos de agua.

## Demografía
Según el censo de 2020, en ese momento había 1342 personas residiendo en la zona. La densidad de población era de 5.04 hab./km². El 95.45% de los habitantes eran blancos, el 0.07% era afroamericano, el 0.45% eran amerindios, el 0.37% eran asiáticos, el 0.30% eran de otras razas y el 3.35% eran de una mezcla de razas. Del total de la población, el 0.45% eran hispanos o latinos de cualquier raza.